# Феофанія (садово-парковий комплекс)
Державна установа «Садово-парковий комплекс НАН України „Феофа́нія“» (ДУ «СПК НАН України „Феофанія“») — державна природоохоронна рекреаційна установа НАН України, що підпорядковувалася безпосередньо Управлінню справами НАН України. У 2010 році ДУ «СПК НАН України» припинено шляхом приєднання її до Інституту еволюційної екології НАН України разом із територією Парку-пам'ятки садово-паркового мистецтва загальнодержавного значення «Феофанія».
Поруч розташовані Національний експоцентр України, Інститут бджільництва ім. П. І. Прокоповича, Інститут теоретичної фізики імені М. М. Боголюбова НАН України, Національний музей бджільництва України, Головна астрономічна обсерваторія НАН України Національної академії наук України та Національний музей народної архітектури та побуту України, Лікувально-профілактичний комплекс Феофанія, клінічна лікарня «Феофанія», Хотівське городище.

## Історія
Створена згідно з постановою Бюро Президії НАН України від 13.05.1992 р. № 128-Б як Державне заповідне господарство «Феофанія» Національної академії наук України.
Постановою Бюро Президії НАН України від 26.12.2006 р. № 354 Державне заповідне господарство «Феофанія» НАН України перейменовано в Державну установу «Садово-парковий комплекс Національної академії наук України „Феофанія“».

## Галерея
|
|

## Управління майном
Органом управління майном є Національна академія наук України. ДУ «СПК НАН України» є парком-пам'яткою садово-паркового мистецтва загальнодержавного значення, у зв'язку з чим землі, на яких розташований ДУ «СПК НАН України», належать до земель природно-заповідного фонду, щодо якого встановлюється особливий режим охорони, відтворення та використання і які не можуть передаватись іншим фізичним чи юридичним особам та знаходитись у приватній власності.

## Діяльність
Метою діяльності ДУ «СПК НАН України» є охорона та використання в природоохоронних, оздоровчих, наукових, естетичних та виховних цілях, переданих у постійне користування, земель парку-пам'ятки садово-паркового комплексу «Феофанія».

## Галерея
|
|
Парк «Феофанія»

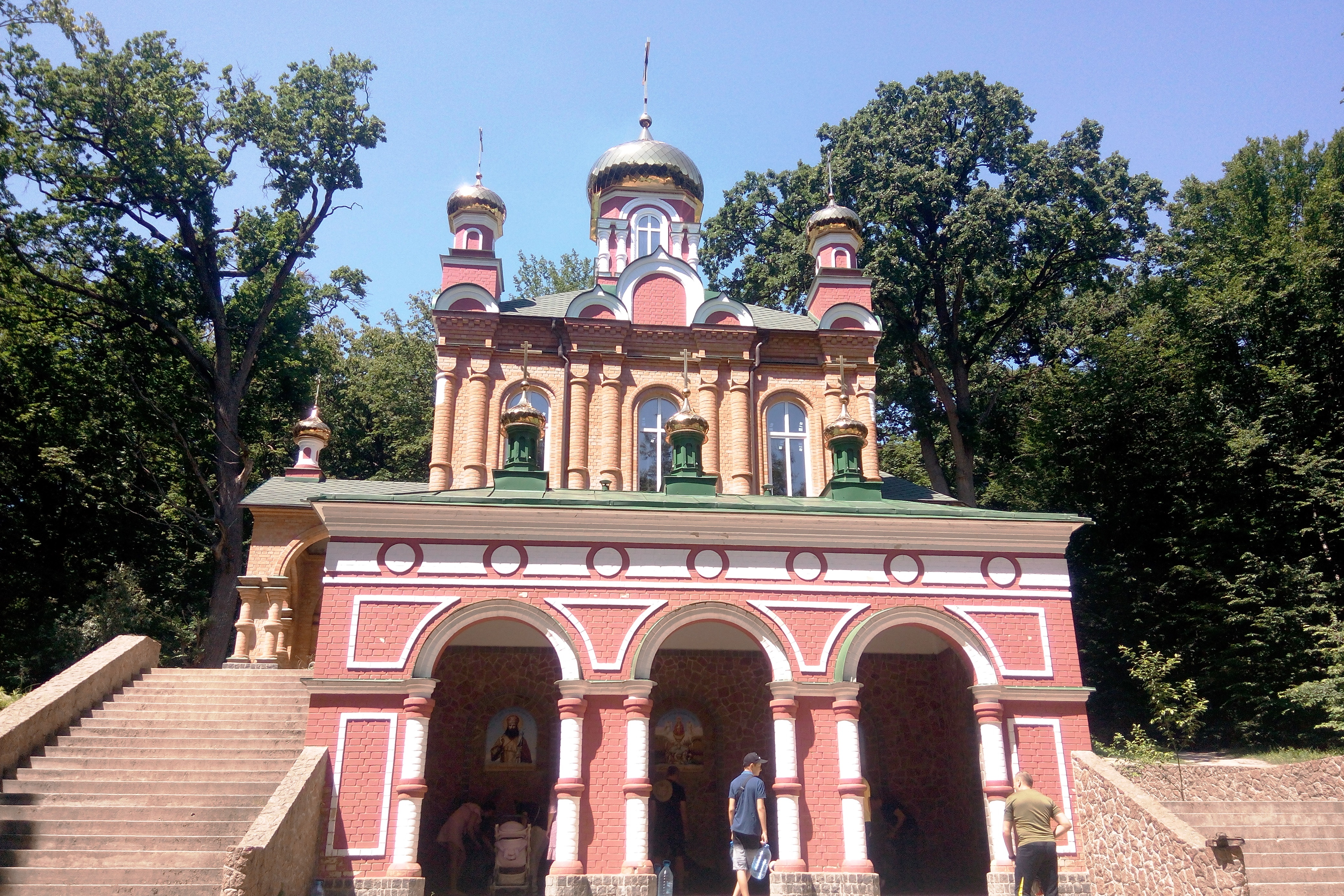
Живоноснi джерела

- зберігає, відновлює і розвиває садово-парковий комплекс, а також підтримує його статус як парку-пам'ятки садово-паркового мистецтва загальнодержавного значення, який належить до природно-заповідного фонду України.
- Збагачує флору садово-паркового комплексу новими видами, формами та сортами рослин.
- Здійснює культурно-просвітницьку роботу:

- в галузі паркового будівництва України.
- в галузі охорони природи, декоративного садівництва і ландшафтної архітектури.
- в галузі туристичного бізнесу.
- з поширення природничих та історико-культурних знань серед населення.